# Muhammad Mosaddek
Muhammad Mosaddek (persky محمد مصدق, [mohæmˈmæd(-e) mosædˈdeɢ]IPA, 16. června 1882 Teherán, Persie – 5. března 1967 Ahmadabad-e Mosaddeq, Írán) byl íránský politik, zastávající v letech 1951–1953 funkci předsedy vlády.
Od roku 1923 byl členem íránského parlamentu. Ve čtyřicátých letech byl jedním z představitelů nacionální a socialistické Íránské strany. V roce 1949 zformoval prodemokratickou koalici Národní fronta, kterou spojovala kritika autoritářské vlády Muhammada Rezá Pahlavího napojeného na Brity. Ve volbách roku 1950 Národní fronta obdržela pouhých osm mandátů. Mosaddek však postupně získal popularitu a Národní fronta pořádala vlnu demonstrací. V roce 1951 byl proto jmenován předsedou vlády a v roce 1952 uspořádal relativně svobodné volby. V nich Národní fronta získala 30 mandátů ze 136.
Mosaddek, coby zastánce íránského nacionalismu, byl hlasitým kritikem britského a amerického vlivu v Íránu (zejména Anglo-íránské ropné společnosti). V březnu 1951 proto jeho vláda přijala zákon znárodňující ropné společnosti, což vedlo k odvetě Britů v podobě embarga na íránskou ropu a k íránské krizi. V srpnu 1953 byla Mosaddekova vláda sesazena státním převratem, který organizovaly tajné služby CIA a MI6. Muhammad Rezá Pahlaví poté sjednal s Brity novou dohodu o těžbě ropy a Mosaddek strávil tři roky ve vězení a po propuštění byl až do své smrti v domácím vězení.

## Dětství a mládí
Mosaddek se narodil do prominentní perské rodiny. Byl synem Mírzy Hedájata, ministra financí kádžárovských šáhů, a jako příslušník perské elity měl k politice velmi blízko už od dětství. Traduje se, že když mu bylo patnáct let, poslali ho jako finančního inspektora do provincie a šáh byl jeho výkonem tak nadšen, že mu dal jméno Mosaddek, tj. ten, který se osvědčil. V osmnácti letech mu pak bylo umožněno studium ve Francii, kde Mosaddek absolvoval Institut politických věd v Paříži a stal se právníkem.

## Politická kariéra
Po návratu do Íránu převzal Mosaddek nejprve úřad státního podtajemníka na ministerstvu financí a později zastával řadu významných politických funkcí – v roce 1920 byl ministrem spravedlnosti, v roce 1921 ministrem financí, v roce 1923 ministrem zahraničních věcí a v letech 1923–1927 poslancem madžlisu, tj. íránského parlamentu. Z politiky však nakonec v závěru dvacátých let odešel na protest proti diktatuře Rezy Pahlavího (byl jediným poslancem, který hlasoval proti Rezovu zvolení šáhem).
Funkci v madžlisu získal Mosaddek znovu až roku 1944, tedy tři roky po rezignaci Rezy Šáha. Jeho činnost byla od roku 1949 spojena s Národní frontou, politickým uskupením, sestávajícím z nacionálních, liberálních, socialistických a islámsky orientovaných stran a hnutí, které usilovaly o plnou nezávislost Íránu a kontrolu nad jeho přírodním bohatstvím, především nad těžbou ropy. V tomto ohledu mu jistou popularitu vyneslo zmaření sovětských snah získat ropnou koncesi v zemi.

## Předsedou vlády

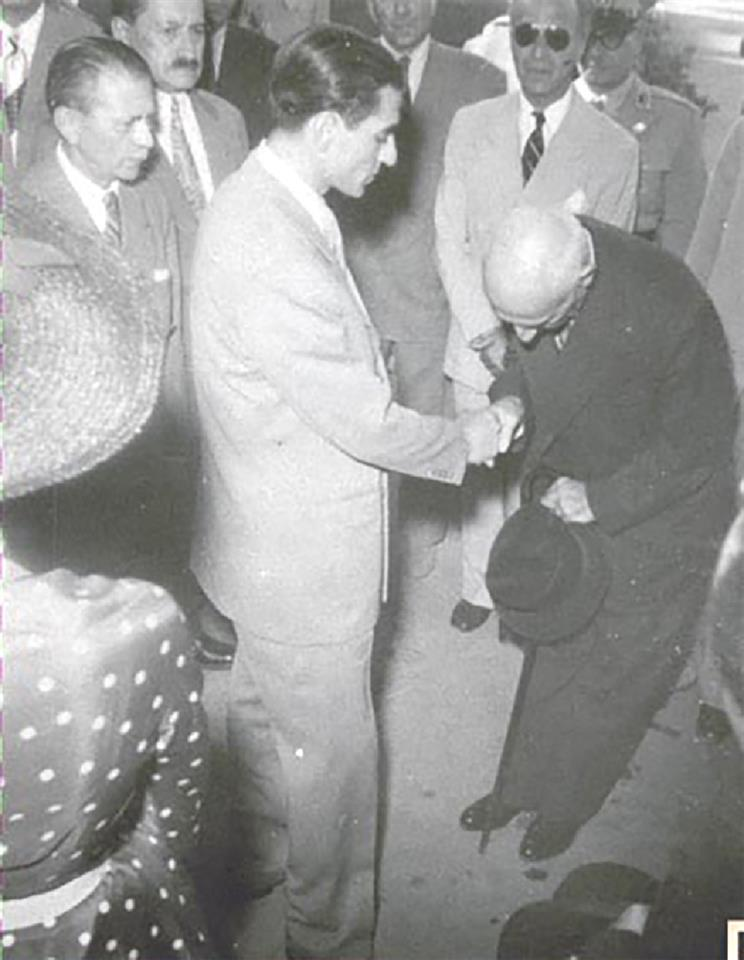
Mosaddek a Muhammad Rezá Pahlaví na první schůzce poté, co byl Mosaddek zvolen ministerským předsedou

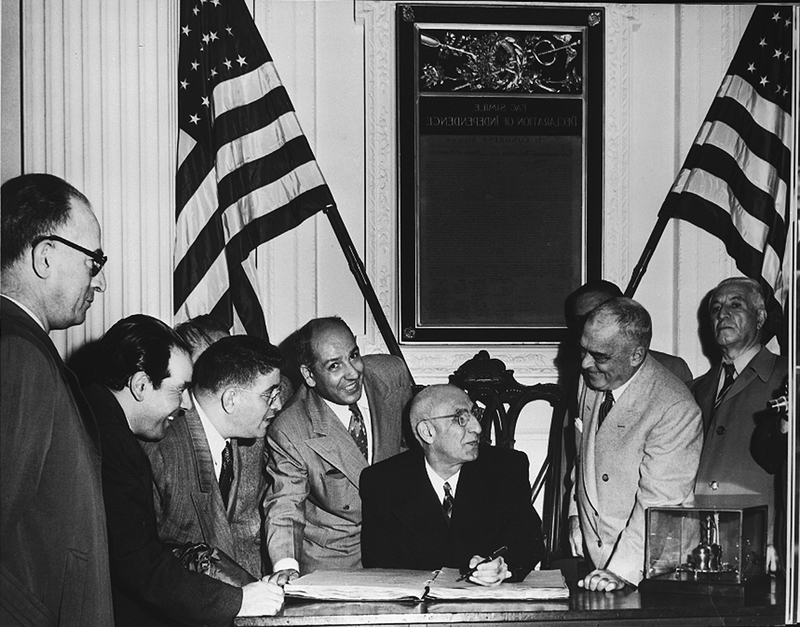
Mosaddek na návštěvě USA v roce 1951

Dne 29. dubna 1951 jmenoval íránský šáh Muhammad Rezá Pahlaví Mosaddeka předsedou vlády poté, co byl 7. března zavražděn dosavadní premiér Hádží Alí Razmárá. O devět dní později schválil parlament poměrem hlasů 99:3 šáhovo rozhodnutí. Mosaddek v mezidobí začal připravoval krok, který jej měl později tak proslavit – zákon o zestátnění íránského ropného průmyslu, dosud v podstatě kontrolovaného Brity (resp. Anglo-íránskou ropnou společností, dnes British Petroleum). Podle dohody z roku 1933 náležel Íráncům jen 20 % podíl na zisku z prodeje ropných produktů.
Anglo-íránská ropná společnost se chystanému zákonu bránila tím, že podala podnět Mezinárodnímu soudnímu dvoru v Haagu, ale veškeré návrhy na vyrovnání Mosaddek odmítl. Nakonec íránská vláda nejen vyvlastnila majetek společnosti, ale také zavřela britské konzuláty v zemi spolu s bankou Imperial bank of Persia a zahájila ostrou protibritskou politiku. Ze strany Británie došlo nejprve k vyhlášení embarga na dovoz ropných produktů z Íránu, později však – jak se krize stupňovala – k blokádě Perského zálivu válečným loďstvem.
Pro chod íránské ekonomiky měla ropná krize vážné důsledky a dříve či později musela mít vliv i na Mosaddekovo postavení. V červnu 1952 proto předseda vlády požádal šáha, aby mu udělil některé další pravomoce spolu s funkcí ministra obrany – když to panovník odmítl, Mosaddek odstoupil. Jeho nástupcem se stal Mírzá Ahmad Ghavám, politik, který se netajil svým úmyslem obnovit jednání s Brity.
V tomto momentě se postavila na odpor část íránské veřejnosti a proběhly masivní protesty, jichž se zúčastnily tak odlišné sociální skupiny, jako byli komunisté či duchovní vedení ájatolláhem Kášáním. Nepokoje z 20. až 22. července 1952, při nichž armáda střílela do demonstrantů, přiměly Ghaváma ohlásit 21. července svojí rezignaci. Dne 22. července dosadil parlament opět do funkce Mosaddeka a šáh mu musel přiznat nejen požadované plné moci nad armádou, ale i jiná, téměř diktátorská zplnomocnění na dobu šesti měsíců. Navíc byl ájatolláh Kášání jmenován předsedou parlamentu a komunisté z Lidové strany Íránu (TÚDE) se stali důležitým spojencem vlády.
Velká Británie zatím íránský zákon o znárodnění přijala, ale trvala na kompenzacích – když to Mosaddek odmítl, byly 22. října 1952 přerušeny diplomatické styky mezi oběma zeměmi. Ekonomická situace Íránu se tímto vývojem dále zhoršila, neklid v oblasti vzrůstal. Navzdory tomu byl Mosaddek při volbách 24. ledna 1953 ve funkci předsedy vlády potvrzen.
Parlament za těchto okolností prodloužil Mosaddekovy široké pravomoce o další rok a premiér začal požadovat sesazení šáha. Dne 2. srpna 1953 převzal z moci svého úřadu kontrolu nad královským palácem a v referendu o den později si nechal schválit rozpuštění parlamentu. Šáh odjel 11. srpna z Teheránu, oficiálně na plánovanou dovolenou, ve skutečnosti však do zahraničí. Dne 15. srpna vydal ještě dva dekrety: jedním odvolával Mosaddeka z funkce, druhým dosazoval na jeho místo generála Fazlulláha Záhidího. Pak odletěl do Bagdádu, odtud 18. srpna do Říma a vrátil se teprve 22. srpna, tři dny po státním převratu.

## Státní převrat

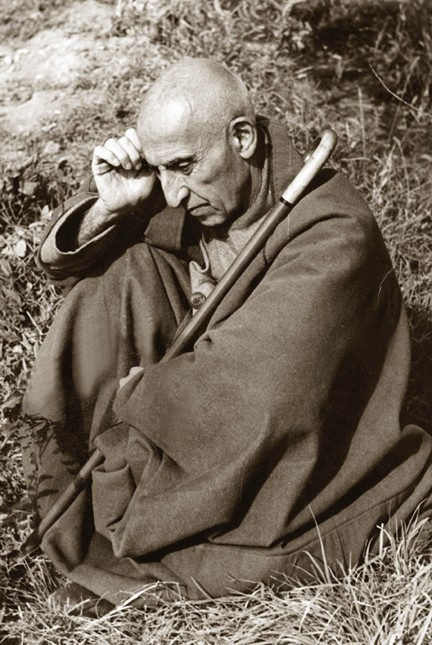
Muhammad Mosaddek v domácím vězení v Ahmadabádu

Brity znepokojovaly Mosaddekovy vládní kroky, zejména znárodnění íránského ropného průmyslu, který byl od roku 1935 v rukou polostátní Anglo-íránské ropné společnosti. Veškeré snahy o britsko-íránské vyrovnání selhaly a v říjnu 1952 Mosaddek prohlásil Brity za nepřítele a přerušil s nimi veškeré diplomatické vztahy. Pro Brity však byl výhodný přísun íránské ropy nepostradatelný, jelikož ropa byla klíčová pro britské královské námořnictvo a zisky společnosti zase byly klíčové pro britský státní rozpočet. Britové však v poválečných letech nebyli schopni v Íránu zakročit vojensky a proto několikrát žádali o pomoc Spojené státy americké, které ale žádost vyslyšely až na konci roku 1952, po zvolení Dwighta D. Eisenhowera prezidentem. Winston Churchill přesvědčoval Američany, že Mosaddek, ačkoliv sám opovrhoval komunisty, se stává závislým na komunistické straně Túde, což nevyhnutelně vyústí v přijetí komunismu a přiklonění se na stranu Sovětského svazu v probíhající studené válce.
V březnu 1953 ministr zahraničních věcí USA John Foster Dulles nařídil CIA, kterou v té době řídil jeho bratr Allen Dulles, aby připravila návrhy plánů na odstranění Mosaddeka z funkce předsedy vlády. Dne 4. dubna 1953 vyčlenil Allen Dulles z rozpočtu CIA 1 milion dolarů, který měl být použit ke svržení Mosaddeka. Následně byla v teheránské pobočce CIA zahájena masová propagandistická kampaň proti Mosaddekovi. V červnu 1953 do Teheránu dorazil ředitel CIA pro Blízký východ a Afriku Kermit Roosevelt mladší, vnuk prezidenta Theodora Roosevelta, který dostal operaci – s kódovým označením Ajax – na starosti .
Operativci CIA se v akcích „pod falešnou vlajkou“ vydávali za osoby blízké Mosaddekovi a vyhrožovali lídrům muslimské komunity přísným potrestáním, pokud se otočí proti Mosaddekovi, čímž chtěli vzbudit dojem, že Mosaddek přechází k autoritářskému režimu a měl proti němu poštvat už tak kritické ájatolláhy. Mosaddek se dozvěděl o plánovaném převratu a požadoval po šáhovi rozpuštění parlamentu a posílení pravomocí, který s tím otálel. Na začátku srpna 1953 se v Íránu konalo historicky první referendum právě o této otázce. 99,9 % voličů hlasovalo pro rozpuštění parlamentu. Nicméně legitimnost hlasování byla zpochybňována. Krátce poté Mosaddek zvažoval vypsat referendum o odstavení dynastie Pahlaví od moci. To už ale nestihl.
Jen dva dny po skončení referenda šáh Muhammad Rezá Pahlaví odletěl ze země do Evropy a současně nechal Mosaddekovi doručit dekret, kterým ho odvolal z funkce a jmenoval předsedou vlády loajalistu generála Záhidího. Mosaddek se ovšem odmítl funkce vzdát a nechal zatknout některé loajalisty. Současně do ulic vyrazili demonstrovat Mosaddekovi příznivci. Převrat na první pohled selhal. CIA byla instruována americkou vládou, aby se z Íránu stáhla. Důvodem byly i nové zpravodajské informace prokazující, že Mosaddek není příznivcem komunistů. Nicméně operativci na místě byli podporováni MI6 v pokračování destabilizační kampaně. Mosaddek se navíc domníval, že již zvítězil a vyzval veškeré své podporovatele k odložení zbraní a návratu do svých domovů. Generál Záhidí, který byl stále na útěku, se spojil s loajalistickými ájatolláhy, aby podnítil povstání v muslimské komunitě. V téže době CIA podplatila davy Íránců, aby vyšly do ulic protestovat proti Mosaddekovi. Ten 19. srpna zakázal konání demonstrací. Přesto toho dne vyšlo do ulic mnoho různě smýšlejících lidí (muslimové, komunisté, nacionalisté, šáhovi loajalisté, příznivci Mosaddeka) a střetli se v násilných bojích, které si vyžádaly nižší stovky obětí. Generál Záhidí zmobilizoval několik jednotek a s tanky vjel do vládní čtvrti a do konce dne se v chaosu chopil vlády. Mosaddek byl následně zatčen a uvězněn. Jeho podporovatelé byli zatčeni, uvězněni, mučeni a někteří popraveni.

## Soud a domácí vězení
Mosaddeka soudil vojenský tribunál a v prosinci 1953 ho odsoudil za velezradu k trestu smrti – po šáhově intervenci byl však trest zmírněn na tři roky vězení. Když koncem roku 1956 bývalého předsedu vlády propustili, stáhl se do svého domu v Karbul Abálu a až do své smrti 5. března 1967 zůstal v domácím vězení. Operace Ajax stála americké daňové poplatníky 390 000 dolarů, USA poskytly Íránu půjčku ve výši dalších 45 milionů dolarů, zatímco íránská vláda obnovila diplomatické styky s Velkou Británií. 